# 1294 en santé et médecine
| Années de la santé et de la médecine : 1291 - 1292 - 1293 - 1294 - 1295 - 1296 - 1297    |
| Décennies de la santé et de la médecine : 1260 - 1270 - 1280 - 1290 - 1300 - 1310 - 1320 |

Cet article présente les faits marquants de l'année 1294 en santé et médecine.

## Événements

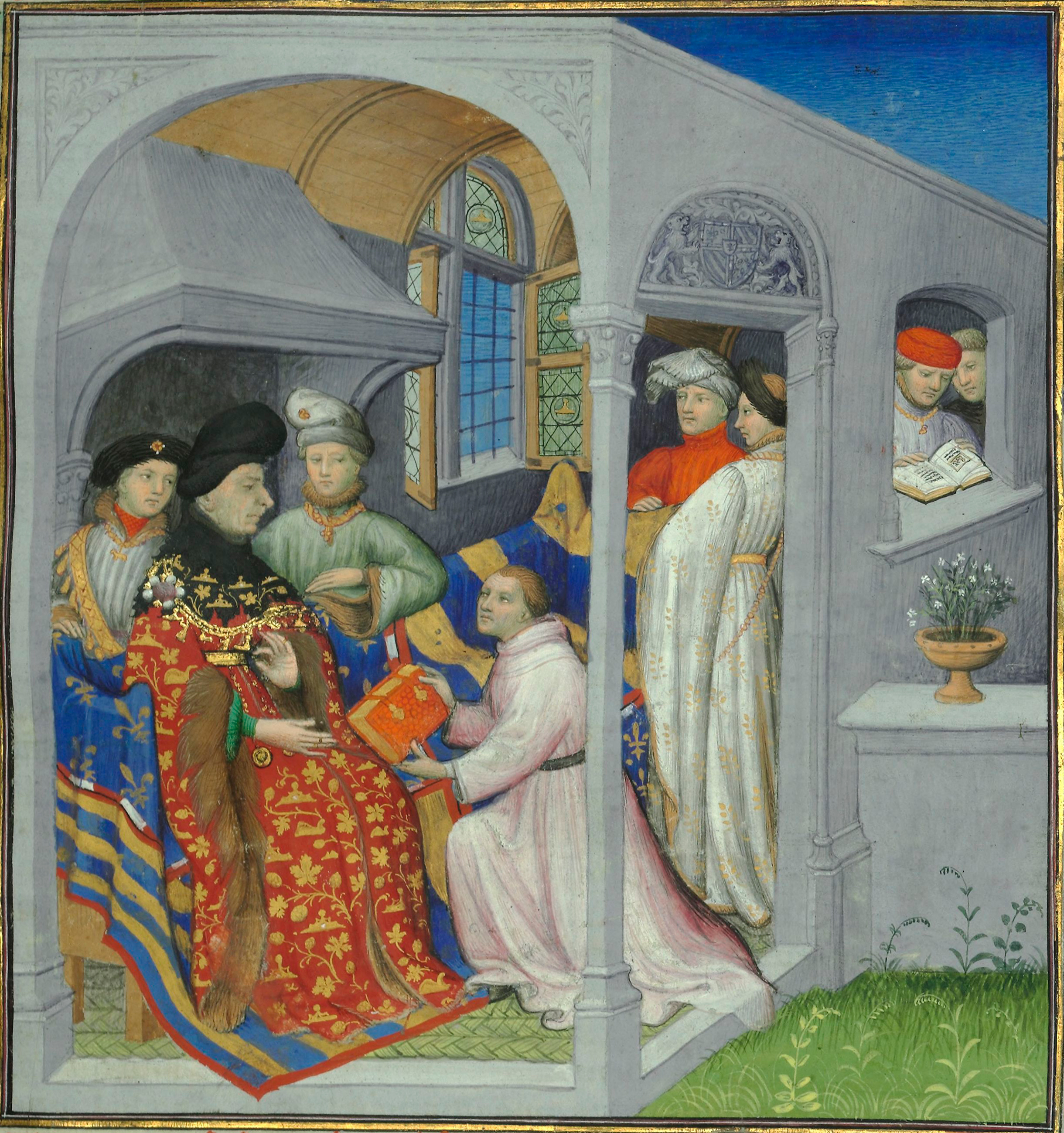
Héthoum de Korikos et Jean sans Peur

- Fondation de l'hôpital Saint-Jacques de Grenade, à Larra[2].
- Jean de la Tonnelle, chevalier, échange quelques terres avec la commune de Montdidier, dans le Santerre, à charge pour elle de recevoir dans sa maladrerie les lépreux de Rollot dont il est le seigneur[3].

## Publications
- Sous le titre de Cantica, Armengaud Blaise (1264-1312) donne la traduction latine de l'Al-Urjūza fī al-tibb (« Poème de la médecine ») d'Avicenne (980-1037) avec les annotations d'Averroès (1126-1198[4],[5]).
- Héthoum de Korikos, prince arménien, devenu moine et historien, commande un recueil médical « connu sous le nom de Traité Gagik-Héthoumian car il s'ouvre sur une copie, la plus ancienne conservée, de la traduction arménienne d’un traité [d'Avicenne] effectuée à la fin du Xe siècle sous le roi Gagik Ier[6] ».
- Entre 1294 et 1303 : sous le titre de Regimen ad regem hyspanie[7], Jean de Capoue donne une version latine du Fi tadbir al-sihhah de Maïmonide[8], traité de diététique qu'Ibn Tibbon (1120-1190) avait déjà traduit d'arabe en hébreu.

## Personnalités
- Fl. à Montpellier le médecin Ermengaud Lobastier et les barbiers Raphin, Pierre de Rocroson, Étienne de Aeris et Jean Constantin[8].
- Fl. Adam de La Bassée, chirurgien à Lille, en Flandre[9]
- Fl. Giraud, barbier[9].
- Fl. Jean Deroria, « chirurgien, cité dans une charte du prieuré de Chamonix, dans le comté de Genève[9] ».
- 1240-avant 1294 : fl. Cardinalis, professeur  de médecine à Montpellier, auteur de plusieurs ouvrages médicaux, tous inédits[10].

## Décès
- Ugo (né à une date inconnue), médecin à Bologne, originaire d'Angleterre, lègue ses neuf livres à son fils « avec une interdiction de les vendre avant vingt ans[11] ».
- Roger Bacon (né en 1214), philosophe, savant, alchimiste, polygraphe anglais, auteur d'un traité sur les erreurs médicales (De erroribus medicorum[12]).